# Curt Bennett
Curt Alexander Bennett (* 27. März 1948 in Regina, Saskatchewan) ist ein ehemaliger US-amerikanisch-kanadischer Eishockeyspieler und -trainer, der im Verlauf seiner aktiven Karriere zwischen 1967 und 1982 unter anderem 601 Spiele für die St. Louis Blues, New York Rangers und Atlanta Flames in der National Hockey League (NHL) auf der Position des rechten Flügelstürmers bestritten hat. Bennett nahm insgesamt zweimal am NHL All-Star Game teil.

## Karriere
Bennett wurde im kanadischen Regina in der Provinz Saskatchewan geboren, wuchs aber im US-Bundesstaat Rhode Island auf, da sein Vater Harvey Bennett senior dort für die Providence Reds in der American Hockey League (AHL) aktiv war. Entgegen dem Großteil der kanadischen Juniorenspieler lief Bennett daher während seiner Juniorenzeit nicht in den Ligen der Canadian Hockey League auf, sondern besuchte nach dem Abschluss der High School in Cranston die Brown University. Parallel zu seinem Studium war der damalige Verteidiger für deren Universitätsteam, die Bears, in der ECAC Hockey, einer Division im Spielbetrieb der National Collegiate Athletic Association (NCAA) aufgelaufen. Zwischen 1967 und 1970 bestritt er über einen Zeitraum von drei Jahren 70 Spiele in der NCAA und sammelte dabei 135 Scorerpunkte. Er wurde in drei All-Star-Teams gewählt und im NHL Amateur Draft 1968 in der zweiten Runde an 16. Stelle von den St. Louis Blues aus der National Hockey League (NHL) ausgewählt.
Zur Saison 1970/71 wurde Bennett von den Blues unter Vertrag genommen, wo er zunächst in deren Farmteam Kansas City Blues in der Central Hockey League (CHL) zu Einsätzen kam. Gegen Saisonende debütierte er schließlich für St. Louis in der NHL. Allerdings musste er noch ein weiteres Jahr in den Minor Leagues verbringen, wo er in dieser Zeit zum Flügelstürmer umfunktioniert wurde. Nachdem er die Saison 1971/72 bei den Denver Spurs in der Western Hockey League (WHL) begonnen hatte, wurde er im Saisonverlauf immer öfter in der NHL eingesetzt. In den Stanley-Cup-Playoffs 1972 etablierte sich Bennett schließlich in St. Louis’ Kader. In der Sommerpause musste er die Organisation der Blues jedoch verlassen, da er im Juni 1972 gemeinsam mit Peter McDuffe zu den New York Rangers transferiert wurde, um ein vorheriges Transfergeschäft zwischen beiden Teams zu komplettierten, in dem Steve Durbano wenige Wochen zuvor nach St. Louis gewechselt war. Für New York kam Bennett in der Saison 1972/73 bis Ende November 1972 zu 16 Einsätzen, ehe er im Tausch für Ron Harris an die Atlanta Flames abgegeben wurde.
In Atlanta fand der gebürtige Kanadier für die folgenden fünf Jahre eine sportliche Heimat. In den Spielzeiten 1974/75 und 1975/76 hatte der Angreifer dabei seine besten Jahre in der Liga. Er sammelte jeweils über 60 Scorerpunkte und erzielte zudem auch über 30 Tore. Zudem vertrat er sein Team in den NHL All-Star Games der Jahre 1975 und 1976 gemeinsam mit Tom Lysiak. Dabei gelang ihm ein Treffer. Nachdem er schließlich schlecht in die Saison 1977/78 gestartet war und nur zehn Punkte in den ersten 25 Saisoneinsätzen gesammelt hatte, wurde er in ein insgesamt sechs Spieler umfassendes Transfergeschäft involviert. Gemeinsam mit Phil Myre und Barry Gibbs wechselte der Offensivspieler zu seinem Ex-Team St. Louis Blues, die dafür Yves Bélanger, Dick Redmond, Bob MacMillan und ein Zweitrunden-Wahlrecht im NHL Entry Draft 1979 abgaben. Bennetts zweite Zeit bei den St. Louis Blues war abermals nur von kurzer Dauer. Bereits am Ende des folgenden Spieljahres kehrte er in einem erneuten Transfer, in dem er gegen Bobby Simpson eingetauscht wurde, zu den Atlanta Flames zurück. Dort absolvierte er in der Saison 1979/80 seine letzte NHL-Spielzeit mit 21 Einsätzen.
Anschließend zog es Bennett gemeinsam mit seinem Bruder Harvey Bennett junior nach Japan. Beide übernahmen dort gemeinsam den Posten des Spielertrainers beim Furukawa Ice Hockey Club aus der Japan Ice Hockey League (JIHL). Erfolgreich war die dortige Amtszeit der beiden aber nicht, da die Mannschaft die Saison in den Jahren zwischen 1980 und 1982 jeweils auf dem letzten Tabellenplatz abschloss. Bennett selbst, der seine Erfahrungen in Japan schriftlich und visuell festhielt, konnte in insgesamt 40 Einsätzen 50-mal punkten. Danach kehrte er in die Vereinigten Staaten zurück. Er wurde selbständiger Makler für gewerbliche Immobilien, zunächst in Atlanta anschließend auf der hawaiianischen Insel Maui. Auch im Eishockey wurde Bennett noch einmal tätig, als er in der Saison 1992/93 bei den Atlanta Knights aus der International Hockey League (IHL) als Assistenztrainer unter Cheftrainer Gene Ubriaco arbeitete.

### International
Bennett entschied sich im Verlauf seiner Karriere international seine Wahlheimat, die Vereinigten Staaten, zu vertreten. So nahm der Stürmer mit der Nationalmannschaft der Vereinigten Staaten mit dem Canada Cup 1976 erstmals an einem internationalen Turnier teil. Die US-Amerikaner schlossen den Canada Cup auf dem fünften Rang ab, Bennett selbst bereitete in fünf Turnierspielen drei Tore vor. Weitere Einsätze bestritt er bei den Weltmeisterschaften 1978 in der tschechoslowakischen Landeshauptstadt Prag und 1979 in sowjetischen Hauptstadt Moskau. Bei beiden Welttitelkämpfen landeten die US-Boys ebenfalls außerhalb der Medaillenränge. In 18 WM-Spielen sammelte Bennett vier Scorerpunkte. Die drei darunter befindlichen Tore erzielte er allesamt bei der Weltmeisterschaft 1978.

## Erfolge und Auszeichnungen
| - 1969 ECAC Second All-Star Team - 1970 ECAC First All-Star Team - 1970 NCAA East First All-Star Team | - 1975 Teilnahme am NHL All-Star Game - 1976 Teilnahme am NHL All-Star Game |

## Karrierestatistik

### International
Vertrat die USA bei:
- Canada Cup 1976
- Weltmeisterschaft 1978
- Weltmeisterschaft 1979

(Legende zur Spielerstatistik: Sp oder GP = absolvierte Spiele; T oder G = erzielte Tore; V oder A = erzielte Assists; Pkt oder Pts = erzielte Scorerpunkte; SM oder PIM = erhaltene Strafminuten; +/− = Plus/Minus-Bilanz; PP = erzielte Überzahltore; SH = erzielte Unterzahltore; GW = erzielte Siegtore; 1 Play-downs/Relegation; Kursiv: Statistik nicht vollständig)

## Familie
Bennett entstammt einer Eishockeyfamilie. Bereits sein Vater Harvey Bennett senior war als Torwart in der Saison 1944/45 für die Boston Bruins in der National Hockey League (NHL) aktiv und absolvierte in diesem Spieljahr 25 Einsätze. Den Großteil seiner Karriere verbrachte er allerdings bei den Providence Reds in der American Hockey League (AHL).
Die vier Brüder Bennetts waren allesamt ebenso im Profibereich tätig, jedoch nicht so erfolgreich wie er. Harvey Bennett junior absolvierte zwischen 1974 und 1979 insgesamt 272 NHL-Spiele. Bill Bennett kam zwischen 1978 und 1980 31-mal in derselben Liga zum Einsatz, John Bennett lief in der Saison 1972/73 34-mal in der World Hockey Association (WHA) auf. Jimmy Bennett schaffte als einziger der fünf Brüder nicht den Sprung in die höchste Spielklasse und war nur kurz in der International Hockey League (IHL) und Central Hockey League (CHL) aktiv. Bennetts Neffe Mac, der Sohn seines Bruders Jimmy, kann ebenfalls eine kurze Profikarriere in der AHL und ECHL vorweisen.